# 이비강
이비강(揖斐川)은 기소강의 지류로 일본 기후현, 미에현에 위치한다. 나가라강, 기소강과 함께 이비강은 노비평야의 기소 삼강의 하나이다. 일본의 일급하천 중 하나이다. 에도 시대에 도카이도의 역참이었던 구와나주쿠가 이비강의 서안에 위치해있었다.

## 지리
이비강은 기후현 이비가와정에 위치한 간무리 산에서 발원해 대개 남쪽으로 흐른다. 유로는 일시적으로 기소강, 나가라강과 합쳐져 흐르고 하구 부근의 미에현 구와나시에서 나가라강과 합류에 이세만으로 흘러든다.

## 유역의 자치체
- 기후현
  - 이비군 이비가와정, 이케다정, 오노정, 안파치군 고도정, 오가키시, 안파치군 안파치정, 와노우치정, 요로군 요로정, 가이즈시
- 미에현
  - 구와나시